# Dubbele Wiericke

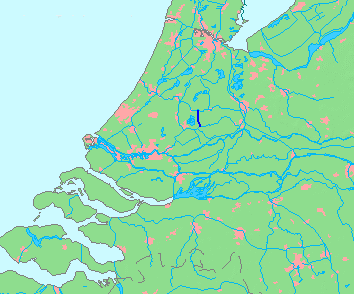
Verlauf der Dubbele Wiericke

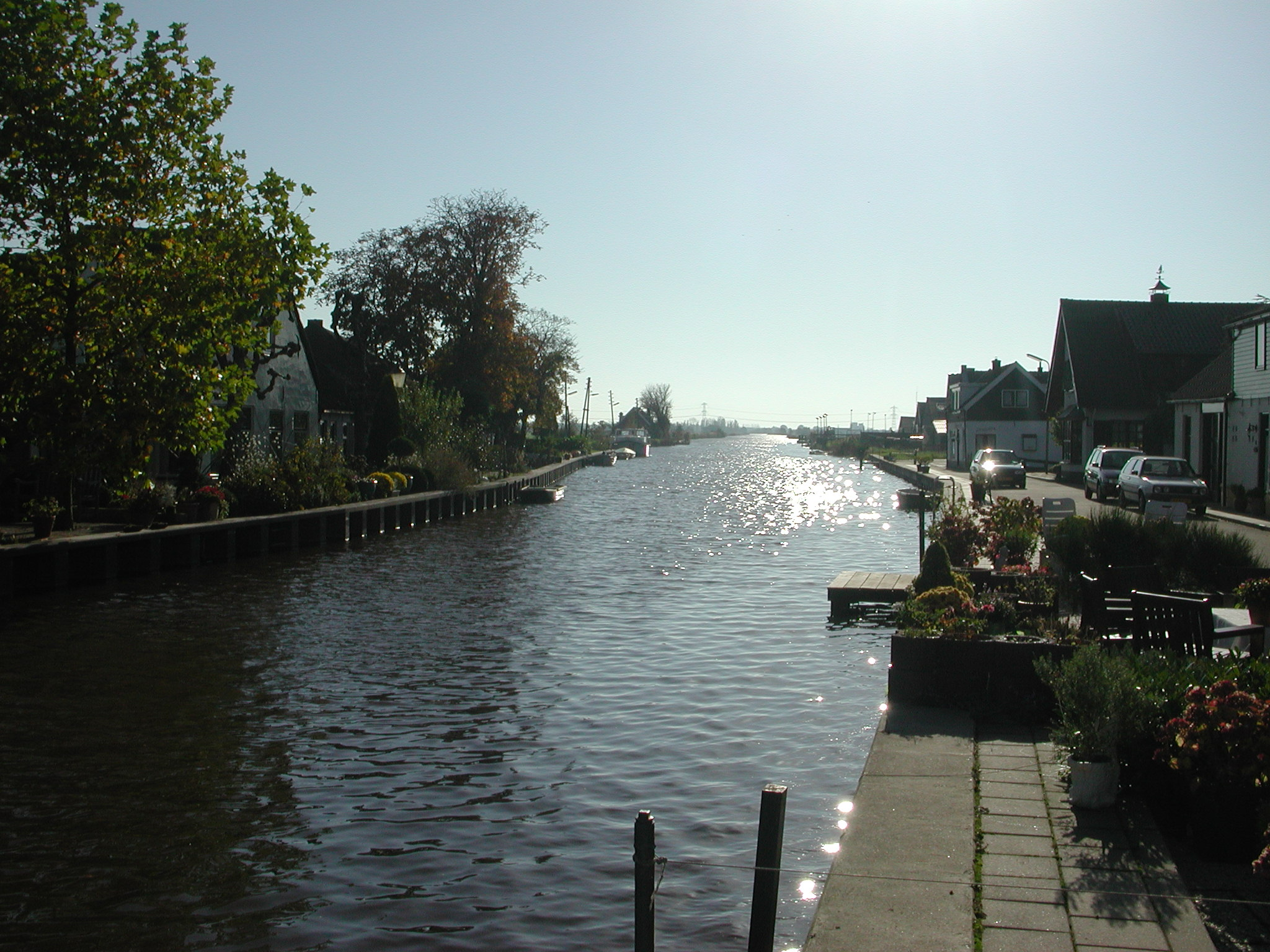
Dubbele Wiericke bei Driebruggen in Richtung Hogebrug

Die Dubbele Wiericke (auch Grote Wiericke genannt) ist ein Kanal in den niederländischen Provinzen Südholland und Utrecht. Der Kanal wurde 1360 gegraben um überschüssiges Wasser des Oude Rijns in die Hollandse IJssel abzuleiten und wird heute als Schifffahrtsverbindung zwischen diesen beiden Flüssen benutzt. Die Dubbele Wiericke verläuft von Nieuwerbrug über Driebruggen nach Hekendorp und hat eine Länge von 8 km.
Der Kanal war Bestandteil der Holländischen Wasserlinie, eines Verteidigungssystems, bei dem eine Anzahl Flüsse und Kanäle zu Verteidigungszwecken zur Überflutung genutzt werden konnten (Inundierung). 
Parallel zur Dubbele Wiericke verläuft die Enkele Wiericke. Zwischen beiden Kanälen befindet sich das Grüngebiet Lange Ruige Weide.
An der Ostseite der Dubbele Wiericke befindet sich ein Wanderpfad, ein Teil der sogenannten Wierickeroute. Eine Brücke der Autobahn A12 führt über die Dubbele Wiericke. Wanderern und Spaziergängern ist dort Gelegenheit gegeben, die Autobahn zu passieren.